# (9138) Murdoch
(9138) Murdoch ist ein Asteroid des Hauptgürtels, der am 29. September 1973 von den  niederländischen Astronomen Cornelis Johannes van Houten, Ingrid van Houten-Groeneveld und Tom Gehrels am Palomar-Observatorium (Sternwarten-Code 675) in Kalifornien entdeckt wurde.
Der Asteroid wurde am 2. April 1999 nach der anglo-irischen Schriftstellerin und Philosophin Iris Murdoch (1919–1999) benannt, die für ihre Romane bekannt ist, in denen sie detaillierte Personenbeschreibungen mit fesselnden Handlungen verbindet.